# Alfajor

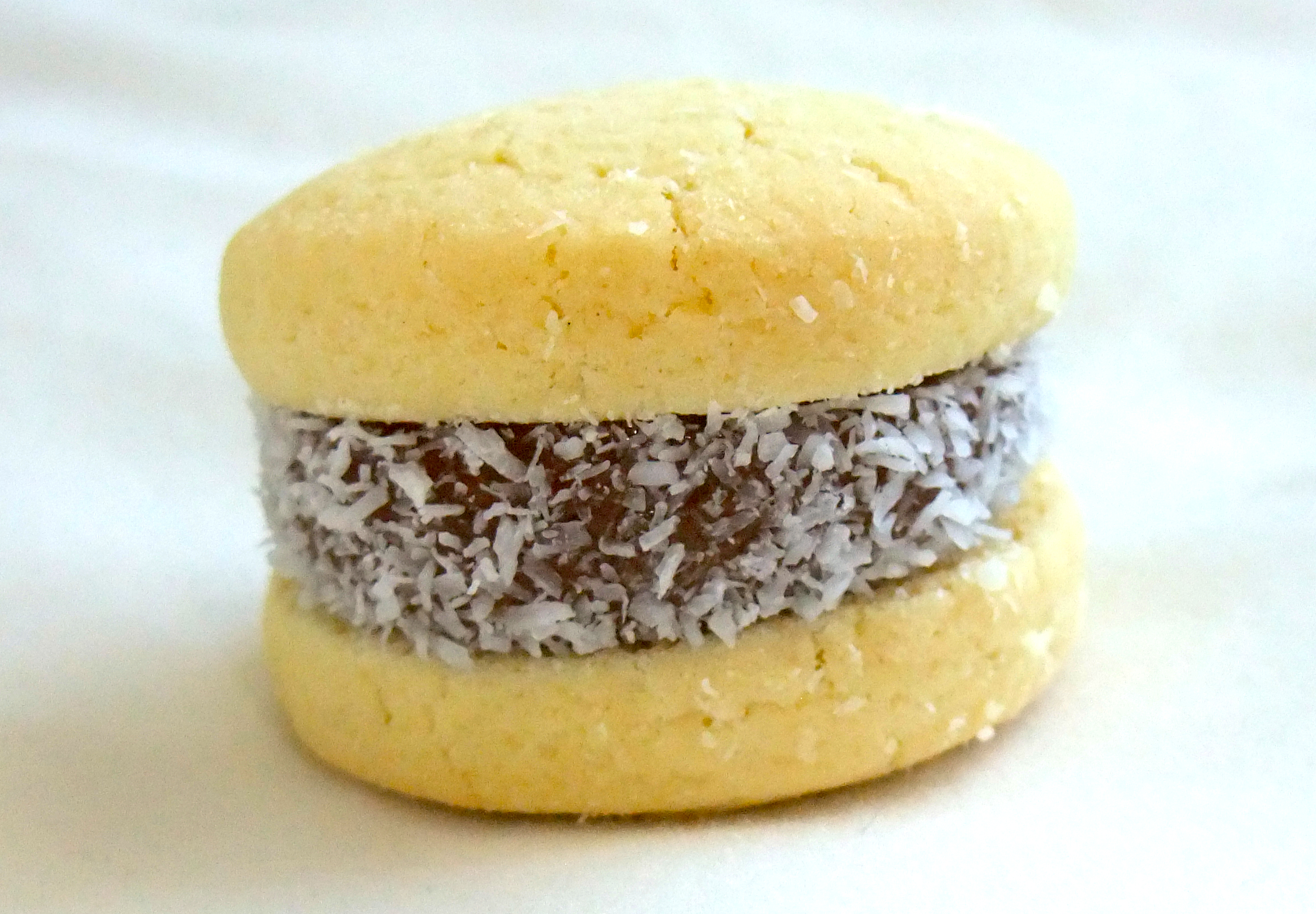
Alfajor argentino decorato con cocco

Alfajor è un nome comune a diverse forme di dolci elaborati in Spagna e Sudamerica, che hanno le proprie origini nella tradizione culinaria araba, come testimonia anche il suo nome, che in arabo significa 'ripieno' (al-hasú).

## Diffusione e preparazione

### Spagna
In Spagna, gli alfajor sono dolci tipicamente natalizi, propri dell'Andalusia e di Murcia, realizzati a partire da una pasta a base di mandorle, noci e miele, similmente ad altri dolci di tradizione araba, come il torrone o il marzapane. Possono essere a forma di cilindro compatto, fatto con la massa agglomerata con pane grattugiato, o anche con pasta di miele come ripieno.

### Argentina
I più noti sono gli alfajores delle montagne (chiamate Sierras de Córdoba) della Provincia di Córdoba e le cui tapas (coperture) sono leggermente satinate con glassa o con fondant, una crema a base di zucchero fuso o fondente, e i cui ripieni sono composti con vari dolci di frutta e marmellate, tra i quali, ad esempio, mele cotogne, pere, fichi e gocce di vodka argentina. Gli alfajores della città di Rosario, in Provincia di Santa Fe, sono glassati e generalmente ripieni di Dulce de leche (dolce di latte). Nella Provincia di Santa Fe si producono anche alfajores di pasta sfoglia a vari piani che ricordano il dulce rogel. Gli alfajores della città di Mar del Plata e zone costiere vicine sono invece cosparsi di cioccolato dolce e ripieni di dulce de leche. Sono comunemente apprezzati in tutta l'Argentina anche gli alfajores con coperture di maizena, quasi sempre ripieni di dulce de leche, decorato con cocco grattato. Nella Provincia di Córdoba (Argentina) più precisamente in La Falda (La Gonna) si realizza tradizionalmente la Festa Nazionale dell'Alfajor.

### Sud America
In Bolivia, Cile, Paraguay, Perù, Uruguay e altri paesi del Sudamerica, l'alfajor è composto da due biscotti uniti da un ripieno dolce (solitamente dulce de leche) e generalmente bagnati nel cioccolato, glassa o zucchero in polvere.
Esistono anche alfajor di frutta, mousse di cioccolato e differenti ripieni.